# Flume
Harley Edward Streten (sinh ngày 5 tháng 11 năm 1991) được biết đến nhiều hơn bởi nghệ danh Flume, là nhà sản xuất âm nhạc điện tử người Úc. Album đầu tay mang chính tên nghệ danh của anh đã được phát hành 9 tháng 11 năm 2012, đạt thứ hạng số 1 trên ARIA Albums Chart. Đĩa đơn mở đầu, "Holdin On", đạt thứ hạng 20 trên bảng xếp hạng của ARIA và thứ 4 trên Triple J's Hottest 100 Countdown năm 2013. Album và các đĩa đơn mang đến cho Flume 4 giải thưởng và 4 đề cử tại ARIA Music Awards năm 2013. Đồng thời thắng giải "Nam nghệ sĩ xuất sắc nhất", "Nghệ sĩ đột phá", "Thu âm nhạc dance xuất sắc nhất" và "Nhà sản xuất của năm".
Ngày 5 tháng 1 năm 2016, Flume chia sẻ chi tiết về album phòng thu thứ hai của anh, Skin. Flume đã remix nhạc của những tên tuổi như Lorde, Sam Smith, Arcade Fire và Disclosure.
Flume từng là cựu thành viên của ban nhạc What So Not với nhiều bản hit thể loại Trap. Nhưng anh đã rời nhóm vì không cùng định hướng chung trong âm nhạc.

## Danh sách đĩa nhạc

### Album phòng thu
| Tựa đề | Chi tiết                                                                                        | Thứ hạng cao nhất | Thứ hạng cao nhất | Thứ hạng cao nhất | Thứ hạng cao nhất | Thứ hạng cao nhất | Thứ hạng cao nhất | Chứng nhận          |
| Tựa đề | Chi tiết                                                                                        | AUS               | AUS Indie         | BEL (FL)          | BEL (WA)          | NLD               | NZ                | Chứng nhận          |
| ------ | ----------------------------------------------------------------------------------------------- | ----------------- | ----------------- | ----------------- | ----------------- | ----------------- | ----------------- | ------------------- |
| Flume  | - Phát hành: 9 tháng 11 năm 2012 - Nhãn thu âm: Future Classic - Định dạng: CD, LP, tải nhạc số | 1                 | 1                 | 139               | 180               | 67                | 12                | - ARIA: 2× Bạch kim |
| Skin   | - Phát hành: 2016 - Nhãn thu âm: Future Classic - Định dạng:                                    | —                 | —                 | —                 | —                 | —                 | —                 |                     |

### Đĩa mở rộng
| Tựa đề                        | Chi tiết                                                                                          |
| ----------------------------- | ------------------------------------------------------------------------------------------------- |
| Lockjaw (Flume và Chet Faker) | - Phát hành: 22 tháng 11 năm 2013 - Nhãn thu âm: Future Classic - Định dạng: CD, 12", tải nhạc số |

### Đĩa đơn
| "Sleepless" (hợp tác cùng Anthony for Cleopatra)                               | 2011 | —  | — | — | —   | —  | —  |                     | Sleepless |
| "On Top" (hợp tác cùng T.Shirt)                                                | 2012 | 57 | 3 | — | —   | —  | —  | - ARIA: Vàng        | Flume     |
| "Sleepless" (hợp tác cùng Jezzabell Doran)                                     | 2012 | 53 | 5 | — | —   | —  | —  | - ARIA: Vàng        | Flume     |
| "Holdin On"                                                                    | 2012 | 17 | 1 | — | —   | 57 | 22 | - ARIA: 2× Bạch kim | Flume     |
| "Drop the Game" (Flume và Chet Faker)                                          | 2013 | 18 | 1 | — | 125 | —  | —  | - ARIA: Bạch kim    | Lockjaw   |
| "Some Minds" (hợp tác cùng Andrew Wyatt)                                       | 2015 | 27 | 2 | — | —   | —  | —  |                     | Skin      |
| "Never Be Like You" (hợp tác cùng Kai)                                         | 2016 | 2  | 1 | — | 156 | —  | 7  |                     | Skin      |
| "Smoke & Retribution" (hợp tác cùng Vince Staples & Kučka)                     | 2016 | 23 | — | — | —   | —  | —  |                     | Skin      |
| "—" chỉ ra đĩa đơn không có mặt trong bảng xếp hạng hoặc không được phát hành. |      |    |   |   |     |    |    |                     |           |

### Xuất hiện khác
| Tựa đề                           | Năm  | Album                          |
| -------------------------------- | ---- | ------------------------------ |
| "I Met You" (Anna Lunoe & Flume) | 2012 | Real Talk EP                   |
| "Tropical Sun"                   | 2012 | Future Classic DJs Compilation |

### Bản phối
| Tựa đề                                                                         | Năm  | Thứ hạng cao nhất | Thứ hạng cao nhất | Thứ hạng cao nhất | Thứ hạng cao nhất | Nghệ sĩ              |
| Tựa đề                                                                         | Năm  | AUS               | AUS Indie         | UK                | UK Dance          | Nghệ sĩ              |
| ------------------------------------------------------------------------------ | ---- | ----------------- | ----------------- | ----------------- | ----------------- | -------------------- |
| "Back and Forth" (Flume vs Mr V)                                               | 2010 | —                 | —                 | —                 | —                 | Fedde le Grand       |
| "The Anthem"                                                                   | 2011 | —                 | —                 | —                 | —                 | Onra                 |
| "Zimbabwe"                                                                     | 2011 | —                 | —                 | —                 | —                 | New Navy             |
| "Gravel Pit"                                                                   | 2012 | —                 | —                 | —                 | —                 | Matt Miller x Kilter |
| "Higher"                                                                       | 2012 | —                 | —                 | —                 | —                 | Ta-ku                |
| "Won't Get Lost"                                                               | 2012 | —                 | —                 | —                 | —                 | The Aston Shuffle    |
| "Every Little Step"                                                            | 2012 | —                 | —                 | —                 | —                 | Junior Boys          |
| "HyperParadise"                                                                | 2012 | 38                | 3                 | —                 | —                 | Hermitude            |
| "A Baru in New York" (Flume Soundtrack Version)                                | 2013 | —                 | —                 | —                 | —                 | Yolanda Be Cool      |
| "Slasherr" (Flume Edit)                                                        | 2013 | —                 | —                 | —                 | —                 | Rustie               |
| "You & Me"                                                                     | 2013 | —                 | —                 | 49                | 17                | Disclosure           |
| "Woman of the Ghetto" (Flume's Jackin House Mix)                               | 2013 | —                 | —                 | —                 | —                 | Marlena Shaw         |
| "Tennis Court"                                                                 | 2014 | —                 | —                 | —                 | —                 | Lorde                |
| "Gold" (Flume Re-Work)                                                         | 2014 | —                 | —                 | —                 | —                 | Chet Faker           |
| "Test & Recognise" (Flume Re-work)                                             | 2014 | —                 | —                 | —                 | —                 | Seekae               |
| "Afterlife"                                                                    | 2014 | —                 | —                 | —                 | —                 | Arcade Fire          |
| "Lay Me Down"                                                                  | 2015 | —                 | —                 | —                 | —                 | Sam Smith            |
| "Turning"                                                                      | 2015 | —                 | —                 | —                 | —                 | Collarbones          |
| "—" chỉ ra đĩa đơn không có mặt trong bảng xếp hạng hoặc không được phát hành. |      |                   |                   |                   |                   |                      |

### Video âm nhạc
| Tựa đề                                     | Năm  | Đạo diễn            |
| ------------------------------------------ | ---- | ------------------- |
| "I Met You" (Anna Lunoe & Flume)           | 2012 | Melvin J. Montalban |
| "Sleepless" (hợp tác cùng Jezzabell Doran) | 2012 | Damon Cameron       |
| "Left Alone" (hợp tác cùng Chet Faker)     | 2013 | Rhett Wade-Ferrell  |
| "Holdin On"                                | 2013 | Joe Nappa           |
| "More Than You Thought"                    | 2013 | Angus Lee Forbes    |
| "On Top" (hợp tác cùng T.Shirt)            | 2013 | Angus Lee Forbes    |
| "Insane" (hợp tác cùng Moon Holiday)       | 2013 | Angus Lee Forbes    |
| "Drop the Game" (Flume & Chet Faker)       | 2013 | Lorin Askill        |
| "Some Minds" (hợp tác cùng Andrew Wyatt)   | 2015 | Clemens Habicht     |